# Protoceratops
Protoceratops  (do latim "primeiro com chifre na cara") foi um pequeno dinossauro protoceratopsídeo que viveu no fim do período Cretáceo, entre 75 e 71 milhões de anos atrás. O gênero Protoceratops inclui duas espécies: P. andrewsi e o maior P. hellenikorhinus. O primeiro foi descrito em 1923 com fósseis da Formação Djadokhta da Mongólia, e o último em 2001 com fósseis da Formação Bayan Mandahu, na  China. Inicialmente, acreditou-se que o Protoceratops era um ancestral dos anquilossauros e ceratopsianos maiores, como o Triceratops e parentes, até as descobertas de outros protoceratopsídeos. Populações de P. andrewsi podem ter evoluído para Bagaceratops por meio de anagênese.
Protoceratops era um pequeno ceratopsiano, com até 2–2,5 m de comprimento e cerca de 62–104 kg de massa corporal. Enquanto os adultos eram em grande parte quadrúpedes, os jovens tinham a capacidade de andar bípedes, se necessário. Eles eram caracterizados por um crânio proporcionalmente grande, pescoço curto e rígido e babado (ou folho) no pescoço. O babado provavelmente era usado para exibição ou combate intraespecífico, bem como proteção do pescoço e ancoragem dos músculos da mandíbula. Uma estrutura semelhante a um chifre estava presente sobre o nariz, que variou de uma estrutura única em P. andrewsi a uma estrutura dupla e pareada em P. hellenikorhinus. O "chifre" e o babado variam muito em forma e tamanho entre indivíduos da mesma espécie, mas não há evidência de dimorfismo sexual. Eles tinham um bico proeminente como o de um papagaio na ponta das mandíbulas. P. andrewsi tinha um par de dentes cilíndricos e rombos perto da ponta da mandíbula superior. Os membros anteriores tinham cinco dedos, dos quais apenas os três primeiros apresentavam ungueais largos e planos. Os pés eram largos e tinham quatro dedos com ungueais achatados em forma de pá, que teriam sido úteis para cavar na areia. Os membros posteriores eram mais longos que os anteriores. A cauda era longa e tinha uma estrutura enigmática em forma de vela, que pode ter sido usada para exibição, natação ou por razões metabólicas.
Protoceratops, como muitos outros ceratopsianos, eram herbívoros equipados com mandíbulas proeminentes e dentes adequados para cortar folhagens e outros materiais vegetais. Acredita-se que eles tenham vivido em grupos altamente sociáveis de idades variadas. Eles parecem ter cuidado de seus filhotes. Eles botavam ovos de casca mole, uma ocorrência rara em dinossauros. Durante a maturação, o folho do crânio e do pescoço sofreu um rápido crescimento. Protoceratops era caçado pelo Velociraptor, e um espécime particularmente famoso preserva um par deles em combate. Protoceratops costumava ser caracterizado como noturno por causa do grande anel esclerótico ao redor do olho, mas agora acredita-se que fossem catemerais (ativos ao amanhecer e ao anoitecer).

## História da descoberta

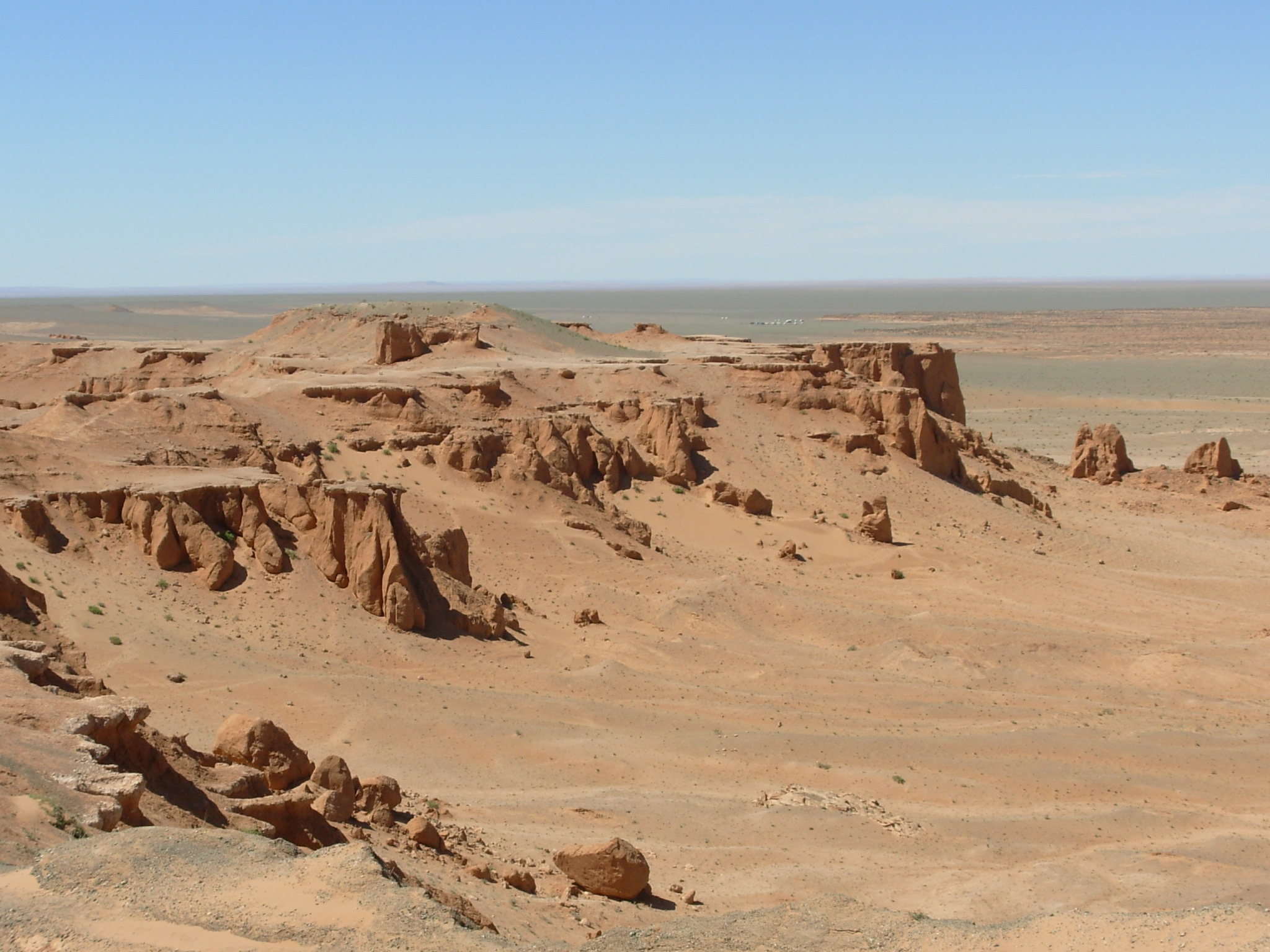
Penhascos Flamejantes da Mongolia. Esta localidade altamente fóssilífera do Deserto de Gobi rendeu os primeiros restos conhecidos de Protoceratops

Em 1900, Henry Fairfield Osborn sugeriu que a Ásia Central pode ter sido o centro de origem da maioria das espécies animais, incluindo os humanos, o que chamou a atenção do explorador e zoólogo Roy Chapman Andrews. Esta ideia deu origem mais tarde à Primeira (1916 a 1917), Segunda (1919) e Terceira (1921 a 1930) Expedições da Ásia Central à China e Mongólia, organizadas pelo Museu Americano de História Natural sob a direção de Osborn e liderança de campo de Andrews. A equipe da terceira expedição chegou a Pequim em 1921 para os preparativos finais e começou a trabalhar no campo em 1922. No final de 1922, a expedição explorou os famosos Flaming Cliffs (Penhascos Flamejantes) da região de Shabarakh Usu da Formação Djadokhta, Deserto de Gobi, hoje conhecido como a região de Bayn Dzak. Em 2 de setembro, o fotógrafo James B. Shackelford descobriu um crânio juvenil parcial - que se tornaria o espécime holótipo (AMNH 6251) do Protoceratops - em arenitos avermelhados. Posteriormente foi analisado pelo paleontólogo Walter W. Granger que o identificou como reptiliano. No dia 21 de setembro, a expedição regressou a Pequim e, apesar de ter sido criada para procurar restos de antepassados humanos, a equipa recolheu numerosos fósseis de dinossauros e, assim, forneceu informações sobre o rico registro fóssil da Ásia. De volta a Pequim, o crânio que Shackelford encontrou foi enviado de volta ao Museu Americano de História Natural para um estudo mais aprofundado, após o qual Osborn entrou em contato com Andrews e sua equipe por cabo, notificando-os sobre a importância do espécime.
Em 1923 a expedição prospectou novamente os Flaming Cliffs, desta vez descobrindo ainda mais exemplares de Protoceratops e também os primeiros vestígios de Oviraptor, Saurornithoides e Velociraptor. Mais notavelmente, a equipe descobriu os primeiros ovos fossilizados de dinossauro perto do holótipo do Oviraptor e dada a abundância do Protoceratops, o ninho foi atribuído a este táxon. Mais tarde, isso resultaria na interpretação do Oviraptor como um ladrão de ovos.. No mesmo ano, Granger e William K. Gregory descreveram formalmente o novo gênero e espécie Protoceratops andrewsi com base no holótipo do crânio. O nome específico, andrewsi, é uma homenagem a Andrews por sua liderança proeminente durante as expedições. Eles identificaram o Protoceratops como um dinossauro ornitísquio intimamente relacionado aos ceratopsianos, representando um possível ancestral comum entre os anquilossauros e os ceratopsianos. Como o Protoceratops era mais primitivo do que qualquer outro ceratopsiano conhecido naquela época, Granger e Gregory cunharam a nova família Protoceratopsidae, caracterizada principalmente pela falta de chifres. Os co-autores também concordaram com Osborn em que a Ásia, se mais explorada, poderia resolver muitas lacunas evolutivas importantes no registo fóssil. Embora não esteja indicado na descrição original, o nome genérico, Protoceratops, pretende significar "primeira face com chifres", pois se acreditava que Protoceratops representava um ancestral dos ceratopsídeos. Outros pesquisadores notaram imediatamente a importância das descobertas do Protoceratops, e o gênero foi aclamado como o "ancestral há muito procurado do Triceratops". A maioria dos fósseis estava em excelente estado de preservação, com até anéis escleróticos (ossos oculares delicados) preservados em alguns espécimes, tornando rapidamente o Protoceratops um dos dinossauros mais conhecidos da Ásia.

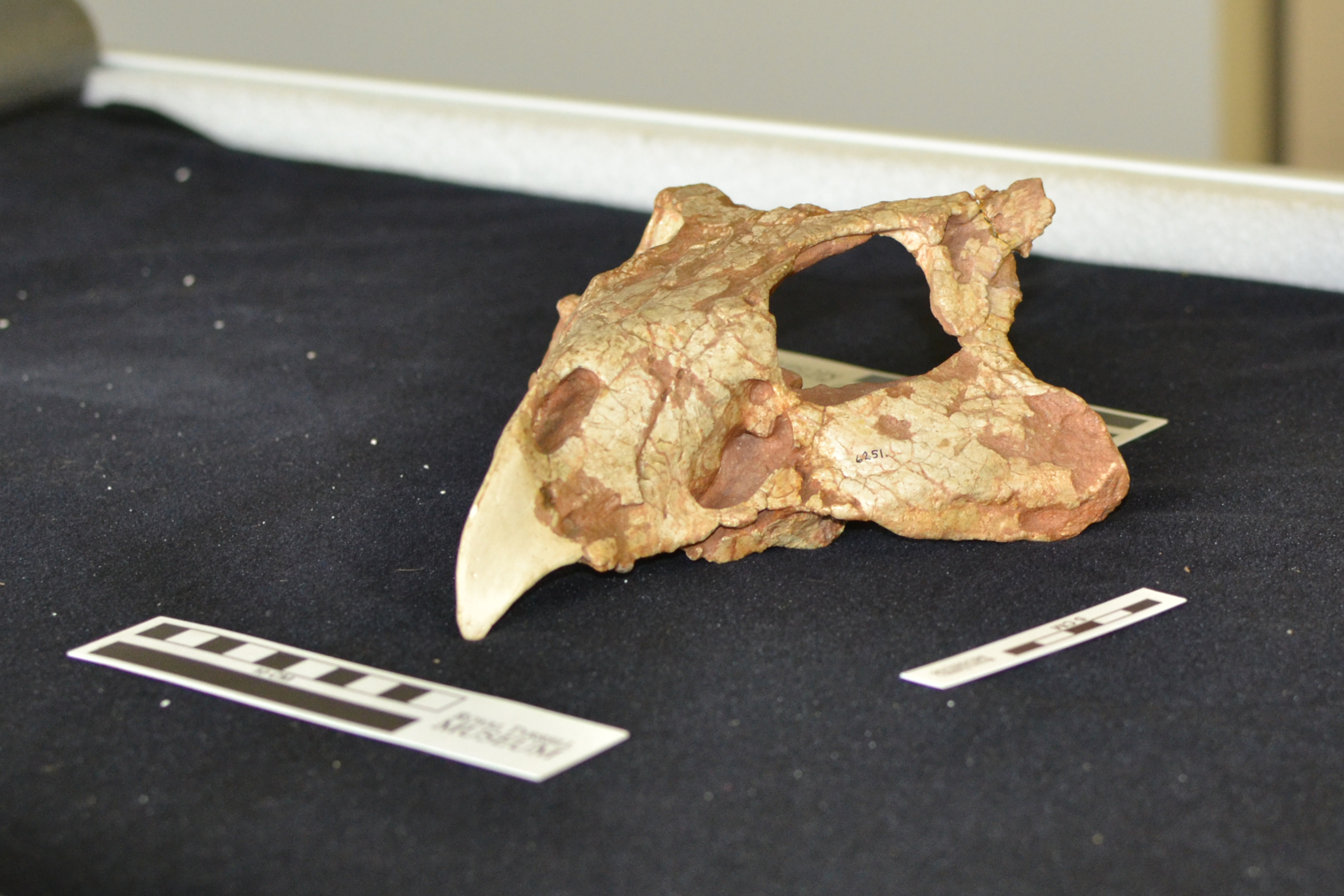
Crânio holótipo de P. andrewsi, coletado durante a Terceira Expedição da Ásia Central

Depois de passar grande parte de 1924 fazendo planos para as próximas temporadas de trabalho de campo, em 1925 Andrews e sua equipe exploraram Flaming Cliffs mais uma vez. Durante este ano foram recolhidos mais ovos e ninhos, juntamente com exemplares bem preservados e completos de Protoceratops. Nessa época, o Protoceratops havia se tornado um dos dinossauros mais abundantes da região, com mais de 100 espécimes conhecidos, incluindo crânios e esqueletos de vários indivíduos em diferentes estágios de crescimento. Embora mais restos de Protoceratops tenham sido coletados nos últimos anos das expedições, eles foram mais abundantes nas temporadas de 1922 a 1925. Gregory e Charles C. Mook publicaram outra descrição do Protoceratops em 1925, discutindo sua anatomia e relações. Graças à grande coleção de crânios encontrados nas expedições, eles concluíram que o Protoceratops representava um ceratopsiano mais primitivo que os ceratopsídeos e não um ancestral anquilossauro-ceratopsiano. Em 1940, Barnum Brown e Erich Maren Schlaikjer descreveram a anatomia de P. andrewsi detalhadamente usando espécimes recém-preparados das expedições asiáticas.
Em 1963, o paleontólogo mongol Demberelyin Dashzeveg relatou a descoberta de uma nova localidade fossilífera da Formação Djadokhta: Tugriken Shireh. Tal como a vizinha Bayn Dzak, esta nova localidade continha uma abundância de fósseis de Protoceratops. Durante as décadas de 1960 a 1970, expedições paleontológicas polaco-mongol e russo-mongol coletaram novos espécimes parciais a completos de Protoceratops nesta localidade, tornando esta espécie de dinossauro uma ocorrência comum em Tugriken Shireh. Desde a sua descoberta, a localidade de Tugriken Shireh rendeu alguns dos espécimes mais significativos de Protoceratops, como os indivíduos denominados Fighting Dinosaurs, in situ - uma condição de preservação também conhecida como indivíduos "em pé" ou espécimes em alguns casos -, ninhos autênticos, e pequenos grupos semelhantes a rebanhos. Espécimes desta localidade geralmente são encontrados articulados, sugerindo possíveis eventos de mortalidade em massa.
Stephan N. F. Spiekman e colegas relataram um crânio parcial de P. andrewsi (RGM 818207) nas coleções do Centro de Biodiversidade Naturalis, Holanda em 2015. Como os fósseis de Protoceratops só são encontrados no deserto de Gobi, na Mongólia, e este espécime provavelmente foi descoberto durante a Central Expedições Asiáticas, a equipe concluiu que este crânio foi provavelmente adquirido pela Universidade de Delft entre 1940 e 1972 como parte de uma transferência de coleção.

### Espécies e sinônimos

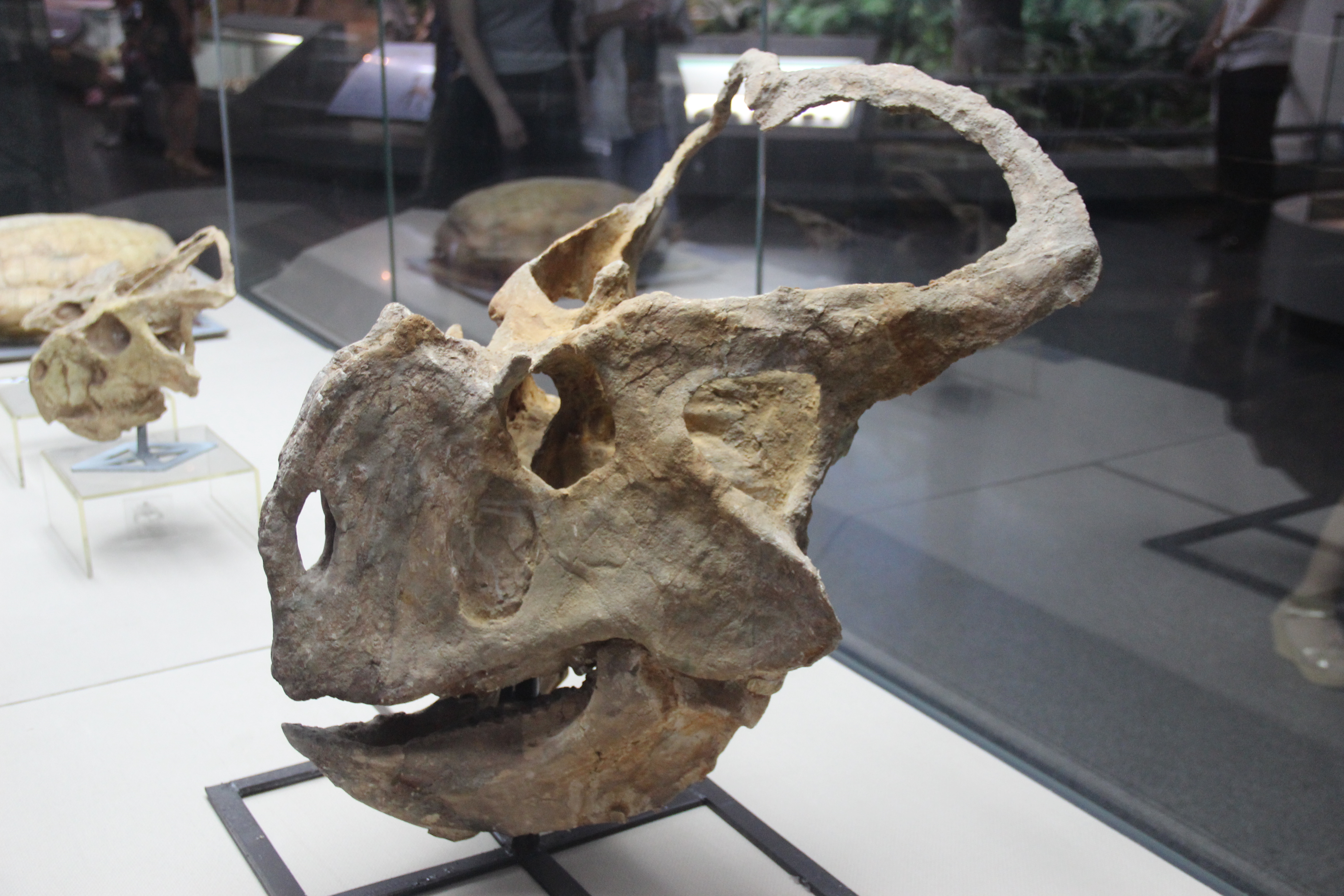
Crânio holótipo de P. hellenikorhinus no Museu da Mongólia Interior

Restos de protoceratopsídeos foram recuperados na década de 1970 na localidade de Khulsan da Formação Barun Goyot, na Mongólia, durante o trabalho de várias expedições paleontológicas polaco-mongóis. Em 1975, as paleontólogas poloneses Teresa Maryańska e Halszka Osmólska descreveram uma segunda espécie de Protoceratops, que chamaram de P. kozlowskii. Esta nova espécie foi baseada no material de Khulsan, consistindo principalmente de espécimes de crânios juvenis. O nome específico, kozlowskii, é uma homenagem ao paleontólogo polonês Roman Kozłowski. Eles também nomearam o novo gênero e espécie de protoceratopsídeo Bagaceratops rozhdestvenskyi, conhecido a partir de espécimes da localidade próxima de Hermiin Tsav. Em 1990, o paleontólogo russo Sergei Mikhailovich Kurzanov encaminhou material adicional de Hermiin Tsav para P. kozlowskii. No entanto, ele notou que havia diferenças suficientes entre P. andrewsi e P. kozlowskii, e criou o novo gênero e combinação Breviceratops kozlowskii. Embora Breviceratops tenha sido considerado sinônimo e estágio juvenil de Bagaceratops, Lukasz Czepiński em 2019 concluiu que o primeiro tem diferenças anatômicas suficientes para ser considerado um táxon separado.
Em 2001, Oliver Lambert e colegas nomearam uma espécie nova e distinta de Protoceratops, P. hellenikorhinus. Os primeiros restos conhecidos de P. hellenikorhinus foram coletados na localidade Bayan Mandahu da Formação Bayan Mandahu, Mongólia Interior, em 1995 e 1996 durante expedições paleontológicas sino-belgas. Os espécimes holótipo (IMM 95BM1/1) e parátipo (IMM 96BM1/4) consistem em grandes crânios sem restos corporais. O crânio do holótipo foi encontrado voltado para cima, uma pose que foi relatada em espécimes de Protoceratops de Tugriken Shireh. O nome específico, hellenikorhinus, é derivado do grego hellenikos (que significa grego) e rhis (que significa nariz) em referência ao seu focinho largo e angular, que lembra os perfis retos das esculturas gregas. Em 2017, material abundante de protoceratopsídeo foi relatado em Alxa, perto de Bayan Mandahu, e pode ser referente a P. hellenikorhinus.
Viktor Tereshchenko e Vladimir R. Alifanov em 2003 nomearam um novo dinossauro protoceratopsídeo da localidade de Bayn Dzak, Bainoceratops efremovi. Este gênero foi baseado em algumas vértebras dorsais (posteriores) que foram consideradas diferentes daquelas do Protoceratops. Em 2006, os paleontólogos norte-americanos Peter Makovicky e Mark A. Norell sugeriram que Bainoceratops pode ser sinônimo de Protoceratops, já que a maioria das características usadas para separar o primeiro do último foram relatadas em outros ceratopsianos, incluindo o próprio Protoceratops, e é mais provável que caiam dentro da ampla faixa de variação intraespecífica do P. andrewsi concorrente. Os autores Brenda J. Chinnery e Jhon R. Horner em 2007, durante sua descrição de Cerasinops, afirmaram que Bainoceratops, junto com outros gêneros duvidosos, foi determinado como uma variante ou espécime imaturo de outros gêneros. Com base neste raciocínio, eles excluíram o Bainoceratops de sua análise filogenética.

### Impressão de peles e pegadas
Durante a Terceira Expedição da Ásia Central em 1923, um esqueleto quase completo de Protoceratops (espécime AMNH 6418) foi coletado em Flaming Cliffs. Ao contrário de outros espécimes, foi descoberto enrolado, com o crânio preservando uma camada de matriz fina, dura e enrugada (sedimentos circundantes). Este espécime foi descrito posteriormente em 1940 por Brown e Schlaikjer, que discutiram a natureza da porção da matriz. Eles afirmaram que essa camada tinha uma textura muito semelhante à da pele e cobria principalmente o lado esquerdo do crânio, do focinho até o pescoço. Brown e Schlaikjer descartaram a ideia de possíveis impressões cutâneas, pois esta camada semelhante à pele era provavelmente um produto da decomposição e sepultamento do indivíduo, fazendo com que os sedimentos se tornassem altamente aderidos ao crânio.
A importância potencial destes restos não foi reconhecida e dada atenção, e em 2020 o espécime já foi completamente preparado, perdendo todos os vestígios desta camada semelhante a uma pele. Alguns elementos foram danificados no processo, como o rostro. Em 2022, Phil R. Bell e colegas descreveram brevemente esses potenciais tecidos moles com base nas fotografias fornecidas por Brown e Schlaikjer, bem como outros tecidos moles ceratopsianos. No entanto, embora a percepção inicial fosse de que toda a camada semelhante à pele tinha sido removida, fotografias partilhadas por Czepiński durante o mesmo ano revelaram que o lado direito do crânio permanece intacto, retendo grande parte desta camada e aguardando uma análise mais aprofundada.
Também no contexto das expedições paleontológicas polaco-mongóis, em 1965, um esqueleto articulado de Protoceratops subadulto (espécime ZPAL Mg D-II/3) foi coletado na localidade Bayn Dzak da Formação Djadokhta. Na década de 2000, durante a preparação do espécime, um molde fossilizado de uma pegada digitígrada de quatro dedos foi encontrado abaixo da cintura pélvica. Esta pegada foi descrita em 2012 por Grzegorz Niedźwiedzki e colegas que a consideraram representar uma das primeiras descobertas relatadas de uma pegada de dinossauro em associação com um esqueleto articulado, e também a primeira relatada para Protoceratops. Os elementos dos membros do esqueleto de ZPAL Mg D-II/3 foram descritos em 2019 pelos paleontólogos Justyna Słowiak, Victor S. Tereshchenko e Łucja Fostowicz-Frelik. Tereshchenko em 2021 descreveu completamente o esqueleto axial deste espécime.

## Descrição

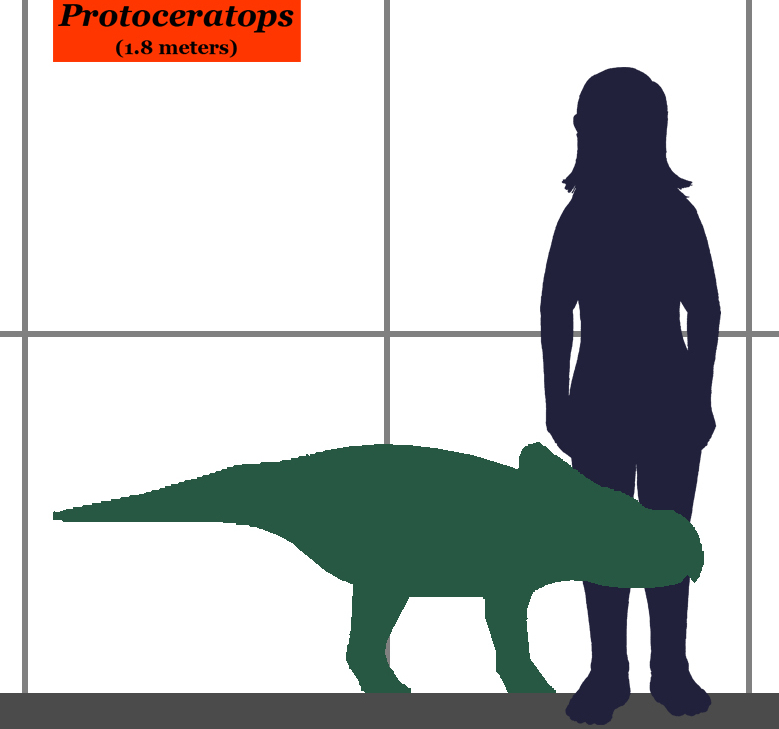
O tamanho do Protoceratops comparado com o do humano

O Protoceratops era um ceratopsiano de tamanho relativamente pequeno, com P. andrewsi e P. hellenikorhinus estimados em 2–2,5 m de comprimento, e cerca de 62–104 kg em massa corporal. Embora semelhante no tamanho geral do corpo, este último tinha um comprimento de crânio relativamente maior. As características distintivas de P. andrewsi são a presença de dois dentes na pré-maxila; o focinho era baixo e comprido; o chifre nasal era uma estrutura única e pontiaguda; a borda inferior do dentário era ligeiramente curvada. Já P. hellenikorhinus é ausente de dentes pré-maxilares; o focinho era alto e largo; o corno nasal foi dividido em duas cristas pontiagudas; a borda inferior do dentário era reta.

### Crânio
O crânio do Protoceratops era relativamente grande em comparação com o seu corpo e de construção robusta. O crânio da espécie-tipo, P. andrewsi, tinha um comprimento total médio de quase 50 cm. Por outro lado, P. hellenikorhinus tinha um comprimento total de crânio de cerca de 70 cm. A parte posterior do crânio deu forma a um pronunciado babado cervical (também conhecido como "babado parietal") composto principalmente de ossos parietais e esquamosais. O tamanho e formato exatos do babado variam de acordo com cada indivíduo; alguns tinham babados curtos e compactos, enquanto outros tinham babados com quase metade do comprimento do crânio. O esquamosal tocava o jugal (maçã do rosto) e era muito alargado e alto, possuindo uma extremidade curva que formava as bordas do folho. Os parietais eram os ossos posteriores do crânio e os principais elementos do folho. Em vista superior tinham formato triangular e eram unidos pelos frontais (ossos do teto do crânio). Ambos os parietais foram coossificados (fundidos), criando uma longa crista no centro do folho. O jugal era profundo e bem desenvolvido e junto com o quadratojugal formavam uma extensão em forma de chifre que apontava para baixo nas laterais do crânio. O epijugal (região da ponta do jugal) foi separado do jugal por uma sutura proeminente; essa sutura foi mais perceptível em adultos. As superfícies ao redor do epijugal eram ásperas, indicando que estava coberto por uma bainha córnea. Ao contrário dos ceratopsídeos muito derivados, os ossos frontal e pós-orbital do Protoceratops eram planos e não possuíam núcleos de chifre ou chifres supraorbitais. O palpebral (pequeno osso em forma de esporão) juntou-se ao pré-frontal na parte frontal da órbita (órbita ocular). Em P. hellenikorhinus, a pálpebra projeta-se para cima a partir do pré-frontal, logo acima da órbita e encontrando-se ligeiramente com o frontal, criando uma pequena estrutura semelhante a um chifre. O lacrimal era um osso quase retangular localizado na frente da órbita, contribuindo para o formato desta. O anel esclerótico (estrutura que sustenta o globo ocular), encontrado no interior da órbita, tinha formato circular e era formado por placas ósseas consecutivas.
O focinho era formado pelos ossos nasal, maxilar, pré-maxilar e rostral. A nasal era geralmente arredondada, mas alguns indivíduos tinham uma saliência nasal pontiaguda (uma característica que foi chamada de "chifre nasal"). Em P. hellenikorhinus esta saliência foi dividida em duas cristas pontiagudas e longas. A maxila era muito profunda e tinha até 15 alvéolos (alvéolos dentários) na parte inferior ou na superfície de sustentação dos dentes. A pré-maxila tinha dois alvéolos em sua borda inferior – um caráter que estava presente pelo menos em P. andrewsi. O osso rostral era desprovido de dentes, alto e de formato triangular. Tinha ponta pontiaguda e textura áspera, o que reflete a presença de uma ranfoteca (bico córneo). Como um todo, o crânio tinha quatro pares de fenestras (aberturas do crânio). O orifício principal, as narinas (abertura das narinas), era oval e consideravelmente menor do que as narinas vistas nos ceratopsídeos. Ambas as espécies de Protoceratops tinha órbitas grandes, que mediam cerca de 5 cm (50 mm) de diâmetro e tinham formatos irregulares dependendo do indivíduo. As órbitas voltadas para a frente e próximas, combinadas com um focinho estreito, deram ao Protoceratops uma visão binocular bem desenvolvida. Atrás do olho havia uma janela ligeiramente menor conhecida como janela infratemporal, formada pelas curvas do jugal e do esquamosal. As últimas aberturas do crânio eram duas fenestras parietais (buracos no folho).
A mandíbula inferior do Protoceratops era um grande elemento composto pelo predentário, dentário, coronóide, angular e surangular. O predentário (osso anterior) era muito pontiagudo e alongado, possuindo uma região de sínfise (união óssea) em forma de V na frente. O dentário (osso que contém os dentes) era robusto, profundo, ligeiramente recurvado e fundido ao angular e surangular. Uma crista grande e espessa corria ao longo da superfície lateral do dentário que conectava o processo coronóide - uma projeção óssea que se estende para cima a partir da superfície superior da mandíbula atrás da fileira de dentes - e surangular. Suportava até 12-14 alvéolos em sua margem superior. Tanto o predentário quanto o dentário apresentavam uma série de forames (pequenas fossetas), esta última principalmente na extremidade anterior. O coronóide (ponto mais alto da mandíbula inferior) era rombudo e tocado pelo processo coronóide do dentário, sendo obscurecido pelo jugal. O surangular tinha formato quase triangular e em indivíduos idosos era coossificado junto com o processo coronoide. O angular localizava-se abaixo dos dois últimos ossos e atrás do dentário. Era um osso grande e um tanto arredondado que complementava a curvatura do dentário. Em sua superfície interna estava ligado ao articular. O articular era um osso menor e apresentava uma concavidade em sua superfície interna para a articulação com o quadrado.
Protoceratops tinha dentes dentários e maxilares em forma de folha que apresentavam vários dentículos (serrilhados) em suas respectivas bordas. As coroas (parte superior exposta) apresentavam duas faces ou lóbulos que eram divididos por uma estrutura central em forma de crista (também chamada de "crista primária"). Os dentes foram agrupados em uma única fileira que criou uma superfície de cisalhamento. Tanto os dentes dentários quanto os maxilares apresentavam homodontia acentuada - uma condição dentária em que os dentes compartilham formato e tamanho semelhantes. P. andrewsi tinha dois pequenos dentes em forma de espinhos localizados na parte inferior de cada pré-maxila. O segundo dente pré-maxilar era maior que o primeiro. Ao contrário dos dentes dentários e maxilares, a dentição pré-maxilar era desprovida de dentículos, possuindo uma superfície relativamente lisa. Todos os dentes tinham uma única raiz (parte inferior inserida nos alvéolos).

### Esqueleto pós-craniano

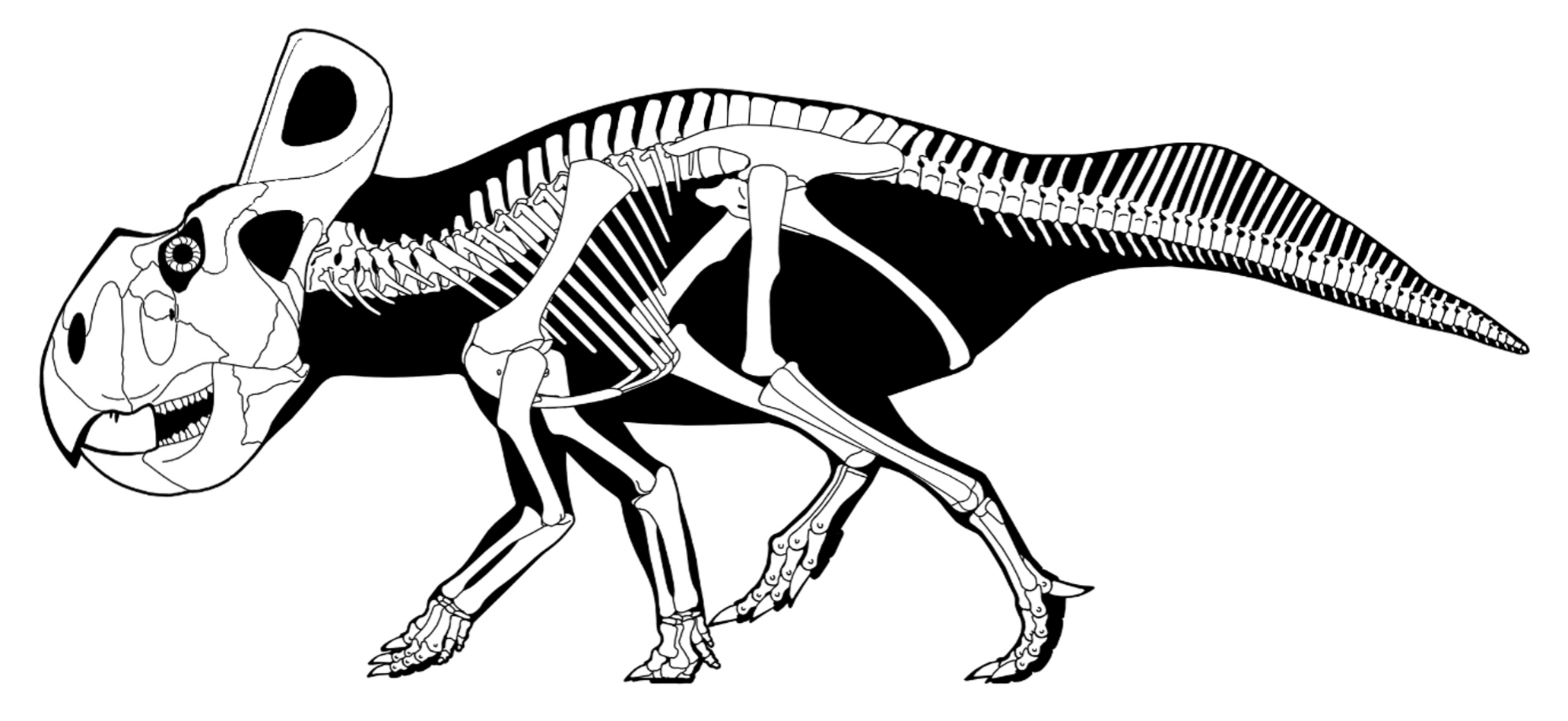
Reconstrução esquelética de P. andrewsi

A coluna vertebral do Protoceratops tinha nove vértebras cervicais (pescoço), 12 dorsais (costas), oito sacrais (pélvicas) e mais de 40 caudais (cauda). Os centros (centro; corpo das vértebras) dos três primeiros cervicais foram coossificados (atlas, áxis e terceiro cervical respectivamente), criando uma estrutura rígida. O pescoço era bastante curto e tinha pouca flexibilidade. O atlas era o menor cervical e consistia principalmente no centro porque o arco neural (região vertebral superior e pontiaguda) era uma barra óssea fina e estreita que se estendia para cima e para trás até a base do eixo da coluna neural. A faceta capitular (local de fixação das divisas; também conhecida como costelas cervicais) era formada por uma projeção baixa localizada próxima à base do arco neural. A faceta anterior do centro do atlas era altamente côncava para a articulação do côndilo occipital do crânio. O arco neural e a coluna vertebral do áxis eram notavelmente maiores que o próprio atlas e qualquer outro cervical. A espinha neural axial era larga e desenvolvida para trás, estando ligeiramente conectada à da terceira cervical. Do quarto ao nono, todos os cervicais eram relativamente iguais em tamanho e proporções. Suas espinhas neurais eram menores que as três primeiras vértebras e o desenvolvimento da faceta capitular diminuiu a partir da quarta cervical.
As vértebras dorsais eram semelhantes em forma e tamanho. Suas espinhas neurais eram alongadas e de formato sub-retangular, com tendência a se tornarem mais alongadas nas vértebras posteriores. Os centros eram grandes e predominantemente anfiplatianos (planos em ambas as facetas) e circulares quando vistos de frente. Às vezes, em indivíduos idosos, a última vértebra dorsal estava um tanto unida à primeira vértebra sacral. As vértebras sacrais foram firmemente solidificadas dando forma ao sacro, que estava conectado às faces internas de ambos os ílios. Suas espinhas neurais eram largas, não solidificadas e de comprimento bastante consistente. Os centros eram principalmente opistocelosos (côncavos na faceta posterior e convexos na anterior) e seu tamanho diminuía na extremidade. As vértebras caudais diminuíram de tamanho progressivamente em direção ao final e apresentavam espinhas neurais muito alongadas no meio da série, formando uma estrutura em forma de vela. Esse alongamento iniciou-se do primeiro ao décimo quarto caudal. Os centros eram heterocelosos (em forma de sela em ambas as facetas). Nas caudais anteriores eles eram largos, entretanto, a partir do vigésimo quinto o centro tornou-se alongado ao longo das espinhas neurais. Na parte inferior das vértebras caudais foram fixadas uma série de divisas, dando forma à parte inferior da cauda. A primeira divisa estava localizada na união da terceira e quarta caudais. As divisas três a nove eram as maiores e a partir da décima tornaram-se menores.
Todas as vértebras do Protoceratops tinham costelas fixadas nas faces laterais, exceto a série de caudais. As primeiras cinco costelas cervicais (às vezes chamadas de divisas) eram algumas das costelas mais curtas e, entre elas, as duas primeiras eram mais longas que as demais. A terceira à sexta costela dorsal (torácica) eram as costelas mais longas do esqueleto do Protoceratops, as costelas seguintes tornaram-se menores em tamanho à medida que progrediam em direção ao final da coluna vertebral. As duas últimas costelas dorsais eram as menores e a última delas estava em contato com as superfícies internas do ílio. A maioria das costelas sacrais estava fundida ao sacro e tinha um formato bastante curvo.
A cintura peitoral do Protoceratops era formada pelo escapulocoracóide (fusão do coracóide e da escápula) e clavícula. As escápulas (omoplatas) eram relativamente grandes e arredondadas na parte interna. Na região superior, as escápulas eram largas. Na região inferior, as escápulas encontram os coracóides. Os coracóides eram relativamente elípticos e às vezes coosificados (fundidos) às escápulas. A clavícula do Protoceratops era um elemento em forma de U a ligeiramente V que se unia à borda superior do escapulocoracóide. Em sua forma geral, os membros anteriores do Protoceratops eram mais curtos que os membros posteriores e compostos pelo úmero, rádio e ulna. O úmero (osso do braço) era grande e delgado e, na parte inferior, encontrava-se com o rádio e a ulna. O rádio tinha formato ligeiramente recurvado e era mais longo que a ulna. Havia uma concavidade em sua parte superior, servindo de ligação com o úmero e formando o cotovelo. A ulna era um osso bastante curto e de formato reto. O manus (mão) do Protoceratops tinha cinco dígitos (dedos). Os primeiros três dedos tinham ungueais (ossos de garras) e eram os maiores dígitos. Os dois últimos eram desprovidos de ungueais e tinham tamanho pequeno, em sua maioria vestigiais (mantidos, mas sem função importante). Os ungueais das mãos e dos pés eram planos, rombos e semelhantes a cascos.
A cintura pélvica era formada pelo ílio, púbis e ísquio. O ílio era um elemento grande, possuindo um processo pré-acetabular estreito (extremidade anterior) e um processo pós-acetabular largo (extremidade posterior). O púbis era o menor elemento da cintura pélvica e tinha formato irregular, embora sua extremidade inferior se desenvolvesse em uma projeção óssea pontiaguda para baixo. O ísquio era o osso mais longo da cintura pélvica. Tinha uma haste alongada com uma extremidade inferior um tanto larga. Os membros posteriores do Protoceratops eram bastante longos, com uma tíbia (osso da perna) um pouco mais longa do que o fêmur (osso da coxa). O fêmur era robusto e tinha um trocânter maior bastante arredondado e pronunciado, ligeiramente recurvado nas faces internas. A tíbia era longa e delgada, com uma extremidade inferior larga. Em sua região superior foi desenvolvida uma concavidade para a articulação com a fíbula menor. Os pés eram compostos de quatro metatarsos e quatro dedos que apresentavam pedais ungueais em forma de pá. O primeiro metatarso e o dedo do pé eram os menores, enquanto os outros elementos tinham formato e comprimento semelhantes.

## Classificação

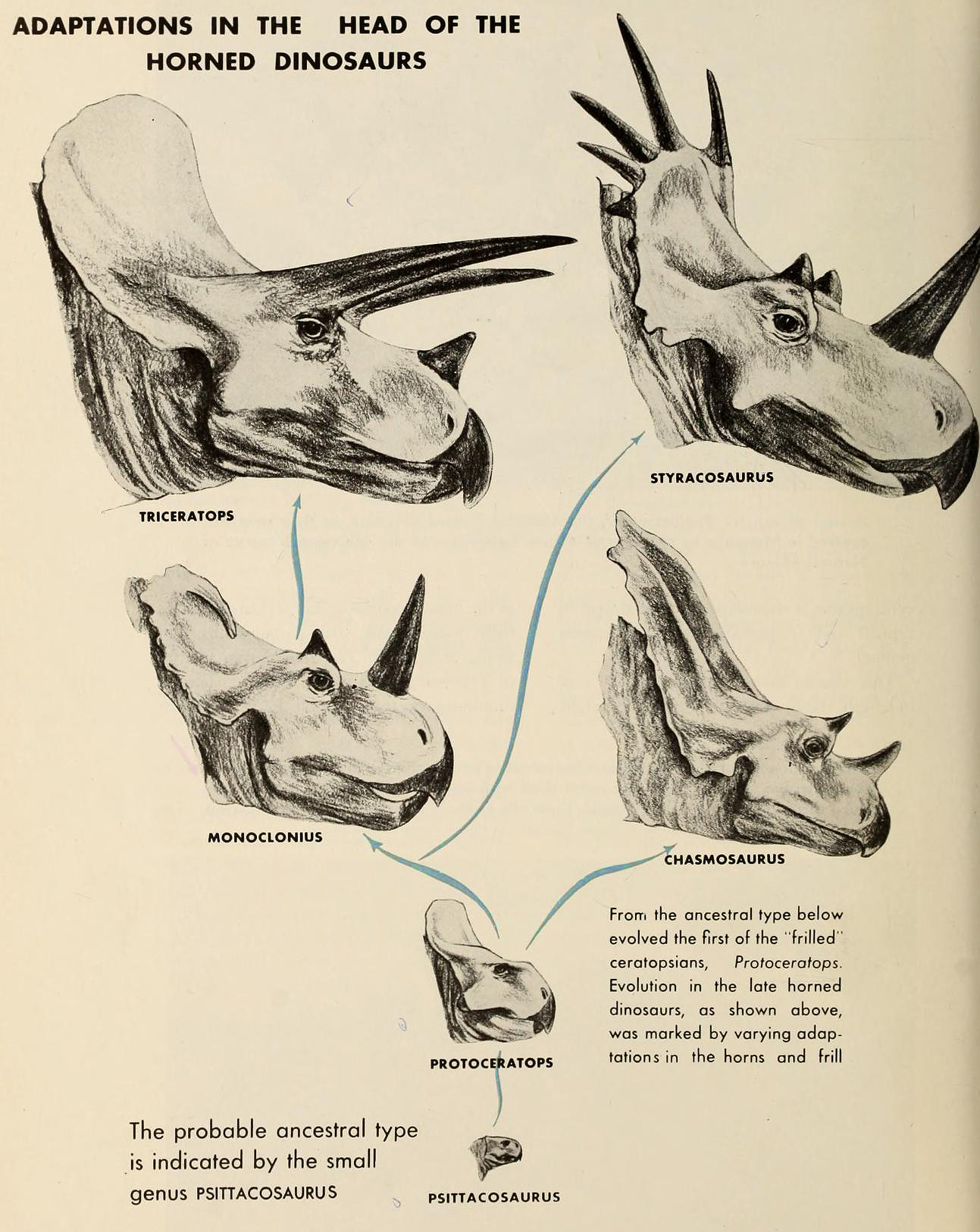
Interpretação inicial das relações evolutivas de Protoceratops com ceratopsídeos após sua descoberta; uma noção agora obsoleta

Protoceratops foi colocado em 1923 na recém-nomeada família Protoceratopsidae como espécie representativa por Granger e Gregory. Esta família foi caracterizada por sua morfologia primitiva geral em comparação com os Ceratopsidae mais derivados, como a falta de núcleos de chifres bem desenvolvidos e tamanho corporal relativamente menor. O próprio Protoceratops foi considerado pelos autores como de alguma forma relacionado aos anquilossauros com base nas características do crânio, com um grau mais intensificado ao Triceratops e parentes. Gregory e Charles C. Mook em 1925, após uma análise mais profunda do Protoceratops e sua morfologia geral, concluíram que este táxon representa um ceratopsiano mais primitivo que os ceratopsídeos e não um ancestral anquilossauro-ceratopsiano. Em 1951, Edwin H. Colbert considerou o Protoceratops como um ancestral chave para a linhagem dos ceratopsídeos, sugerindo que isso levou à evolução de ceratopsianos de grande porte, como o Styracosaurus e o Triceratops. Foi sugerido que tal linhagem começou a partir do Psittacosaurus ceratopsiano primitivo. Ele também considerou o Protoceratops como um dos primeiros ceratopsianos "cobertos" a aparecer no registro fóssil.
No entanto, em 1975, Maryanska e Osmolska argumentaram que é muito improvável que os protoceratopsídeos tenham evoluído a partir dos psitacossaurídeos, e também é improvável que tenham dado origem aos ceratopsídeos altamente derivados (avançados). O primeiro ponto foi apoiado pelas numerosas diferenças anatômicas entre protoceratopsídeos e psitacossaurídeos, mais notavelmente a redução extrema de alguns dedos das mãos no último grupo – uma característica muito menos pronunciada nos protoceratopsídeos. O segundo ponto foi explicado com base na anatomia já derivada em protoceratopsídeos como Bagaceratops ou Protoceratops (como a morfologia da mandíbula). Maryanska e Osmolska também enfatizaram que alguns dos primeiros membros dos Ceratopsidae refletem uma história evolutiva muito mais antiga. Em 1998, o paleontólogo Paul Sereno definiu formalmente Protoceratopsidae como o clado baseado em ramos que inclui todos os coronossauros mais próximos dos Protoceratops do que dos Triceratops.
Além disso, com os reexames dos Turanoceratops em 2009 e dos Zuniceratops - dois táxons ceratopsianos críticos em relação à história evolutiva dos ceratopsídeos - em 2010 concluiu-se que a origem dos ceratopsídeos não está relacionada e é mais antiga que o registro fóssil dos Protoceratops e parentes. Nas análises filogenéticas mais recentes/modernas, Protoceratops e Bagaceratops são comumente recuperados como táxons irmãos, deixando sem suporte as interpretações que propõem relações diretas com ceratopsianos mais derivados.
Em 2019, Czepiński analisou a grande maioria dos espécimes referidos aos ceratopsianos Bagaceratops e Breviceratops, e concluiu que a maioria eram de facto espécimes dos primeiros. Embora os gêneros Gobiceratops, Lamaceratops, Magnirostris e Platyceratops tenham sido por muito tempo considerados táxons válidos e distintos, e às vezes colocados dentro de Protoceratopsidae, Czepiński descobriu que as características diagnósticas (identificadoras) usadas para distinguir esses táxons estavam amplamente presentes em Bagaceratops e, portanto, tornando-se sinônimos de este gênero. Sob esse raciocínio, Protoceratopsidae consiste em Bagaceratops, Breviceratops e Protoceratops.
Em 2019, Bitnara Kim e colegas descreveram um esqueleto de Bagaceratops relativamente bem preservado da Formação Barun Goyot, observando inúmeras semelhanças com Protoceratops. Embora a anatomia do crânio tivesse diferenças substanciais, o esqueleto pós-craniano era praticamente o mesmo. A análise filogenética realizada pela equipe recuperou ambos os protoceratopsídeos como táxons irmãos, indicando que Bagaceratops e Protoceratops estavam anatomicamente e sistematicamente relacionados. Abaixo está o cladograma obtido, mostrando a posição do Protoceratops e Bagaceratops:

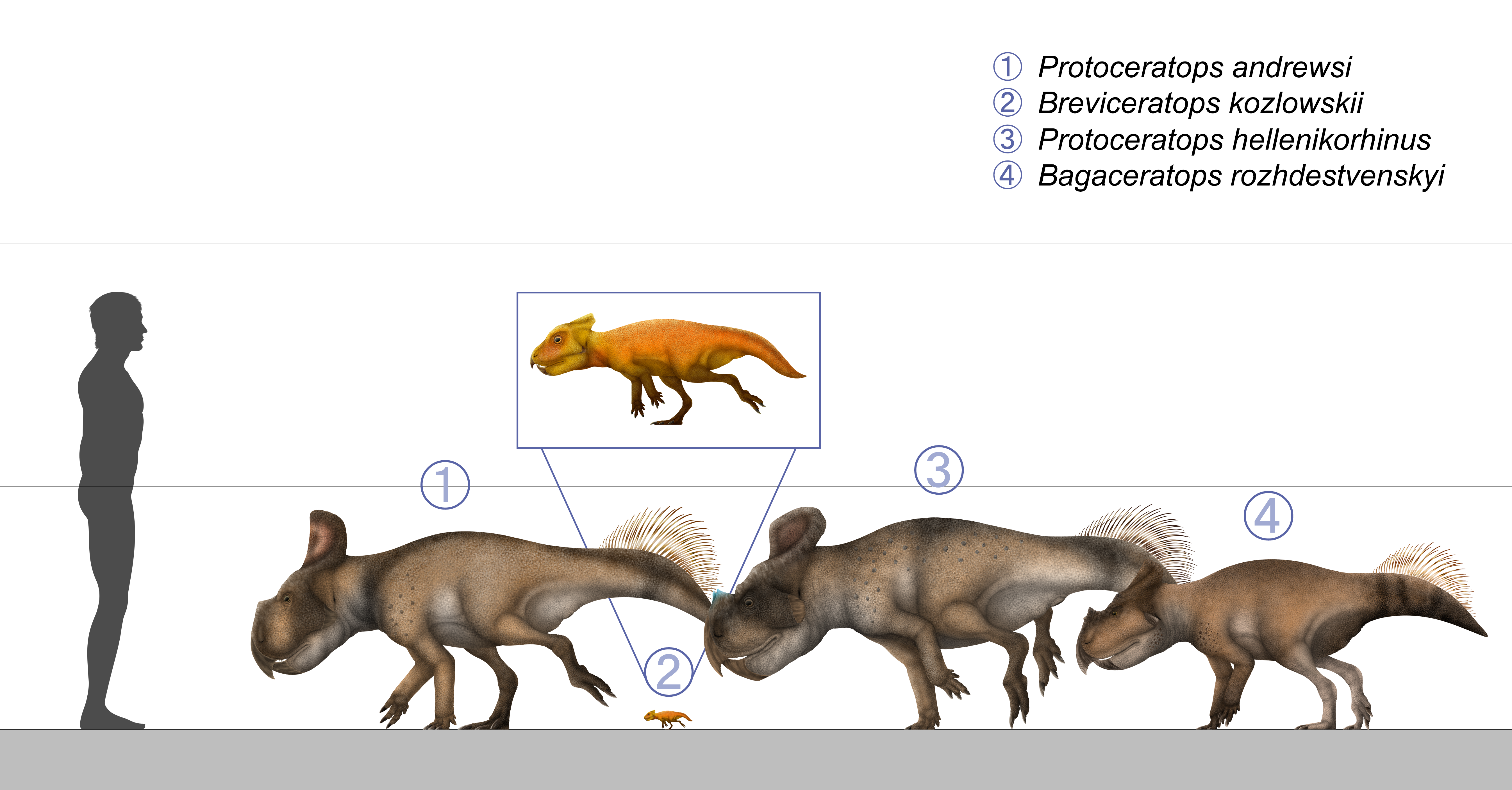
Tamanho comparado de Protoceratops (1, 3) com outros protoceratopsídeos

|  | Bagaceratops  |
|  |               |
|  | Protoceratops |
|  |               |

|  | Turanoceratops                 |
|  |                                |
|  | \| \| Ceratopsidae \| \| \| \| |
|  |                                |
|  | Ceratopsidae                   |
|  |                                |

|  | Ceratopsidae |
|  |              |

|  | Turanoceratops                 |
|  |                                |
|  | \| \| Ceratopsidae \| \| \| \| |
|  |                                |
|  | Ceratopsidae                   |
|  |                                |

|  | Ceratopsidae |
|  |              |

|  | Bagaceratops  |
|  |               |
|  | Protoceratops |
|  |               |

|  | Turanoceratops                 |
|  |                                |
|  | \| \| Ceratopsidae \| \| \| \| |
|  |                                |
|  | Ceratopsidae                   |
|  |                                |

|  | Ceratopsidae |
|  |              |

|  | Turanoceratops                 |
|  |                                |
|  | \| \| Ceratopsidae \| \| \| \| |
|  |                                |
|  | Ceratopsidae                   |
|  |                                |

|  | Ceratopsidae |
|  |              |

|  | Bagaceratops  |
|  |               |
|  | Protoceratops |
|  |               |

|  | Turanoceratops                 |
|  |                                |
|  | \| \| Ceratopsidae \| \| \| \| |
|  |                                |
|  | Ceratopsidae                   |
|  |                                |

|  | Ceratopsidae |
|  |              |

|  | Turanoceratops                 |
|  |                                |
|  | \| \| Ceratopsidae \| \| \| \| |
|  |                                |
|  | Ceratopsidae                   |
|  |                                |

|  | Ceratopsidae |
|  |              |

|  | Bagaceratops  |
|  |               |
|  | Protoceratops |
|  |               |

|  | Turanoceratops                 |
|  |                                |
|  | \| \| Ceratopsidae \| \| \| \| |
|  |                                |
|  | Ceratopsidae                   |
|  |                                |

|  | Ceratopsidae |
|  |              |

|  | Turanoceratops                 |
|  |                                |
|  | \| \| Ceratopsidae \| \| \| \| |
|  |                                |
|  | Ceratopsidae                   |
|  |                                |

|  | Ceratopsidae |
|  |              |

|  | Leptoceratopsidae |
|  |                   |

|  | Bagaceratops  |
|  |               |
|  | Protoceratops |
|  |               |

|  | Turanoceratops                 |
|  |                                |
|  | \| \| Ceratopsidae \| \| \| \| |
|  |                                |
|  | Ceratopsidae                   |
|  |                                |

|  | Ceratopsidae |
|  |              |

|  | Turanoceratops                 |
|  |                                |
|  | \| \| Ceratopsidae \| \| \| \| |
|  |                                |
|  | Ceratopsidae                   |
|  |                                |

|  | Ceratopsidae |
|  |              |

|  | Bagaceratops  |
|  |               |
|  | Protoceratops |
|  |               |

|  | Turanoceratops                 |
|  |                                |
|  | \| \| Ceratopsidae \| \| \| \| |
|  |                                |
|  | Ceratopsidae                   |
|  |                                |

|  | Ceratopsidae |
|  |              |

|  | Turanoceratops                 |
|  |                                |
|  | \| \| Ceratopsidae \| \| \| \| |
|  |                                |
|  | Ceratopsidae                   |
|  |                                |

|  | Ceratopsidae |
|  |              |

|  | Bagaceratops  |
|  |               |
|  | Protoceratops |
|  |               |

|  | Turanoceratops                 |
|  |                                |
|  | \| \| Ceratopsidae \| \| \| \| |
|  |                                |
|  | Ceratopsidae                   |
|  |                                |

|  | Ceratopsidae |
|  |              |

|  | Turanoceratops                 |
|  |                                |
|  | \| \| Ceratopsidae \| \| \| \| |
|  |                                |
|  | Ceratopsidae                   |
|  |                                |

|  | Ceratopsidae |
|  |              |

|  | Bagaceratops  |
|  |               |
|  | Protoceratops |
|  |               |

|  | Turanoceratops                 |
|  |                                |
|  | \| \| Ceratopsidae \| \| \| \| |
|  |                                |
|  | Ceratopsidae                   |
|  |                                |

|  | Ceratopsidae |
|  |              |

|  | Turanoceratops                 |
|  |                                |
|  | \| \| Ceratopsidae \| \| \| \| |
|  |                                |
|  | Ceratopsidae                   |
|  |                                |

|  | Ceratopsidae |
|  |              |

|  | Leptoceratopsidae |
|  |                   |

## Paleobiologia

### Alimentação
Em 1955, o paleontólogo Georg Haas examinou a forma geral do crânio do Protoceratops e tentou reconstruir a musculatura da mandíbula. Ele sugeriu que o grande babado do pescoço era provavelmente um local de fixação dos músculos mastigatórios. Essa colocação dos músculos pode ter ajudado a ancorar a mandíbula inferior, útil para a alimentação. Yannicke Dauphin e colegas em 1988 descreveram a microestrutura do esmalte do Protoceratops, observando uma camada externa não prismática. Eles concluíram que o formato do esmalte não está relacionado com a dieta ou função dos dentes, já que a maioria dos animais não usa necessariamente os dentes para processar alimentos. Os dentes maxilares dos ceratopsianos eram geralmente acondicionados em uma bateria dentária que formava lâminas de corte verticais que provavelmente cortavam as folhas. Este método de alimentação foi provavelmente mais eficiente em protoceratopsídeos, pois a superfície do esmalte dos Protoceratops tinha textura grosseira e as pontas das micro-serrilhas se desenvolveram na base dos dentes, provavelmente ajudando a desintegrar a vegetação. Com base em seu respectivo formato semelhante a um pino e na microornamentação reduzida, Dauphin e colegas sugeriram que os dentes pré-maxilares do Protoceratops não tinham função específica.

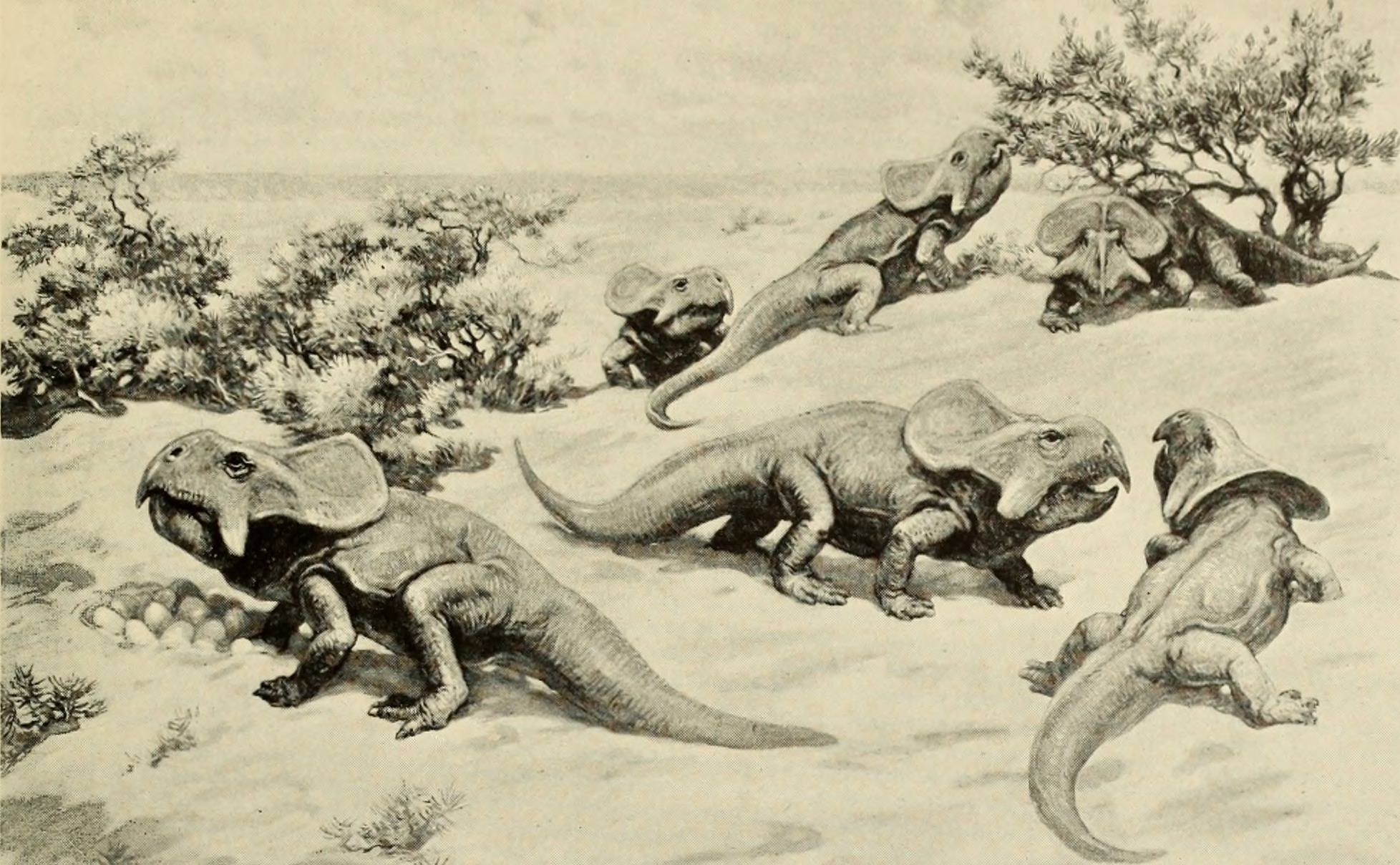
Reconstituição artística antiga de bando de Protoceratops com um indíviduo se alimentando de arbustos perto de área de nidificação

Em 1991, o paleontólogo Gregory S. Paul afirmou que, ao contrário da visão popular dos ornitísquios como herbívoros obrigatórios, alguns grupos podem ter sido carnívoros oportunistas, incluindo os membros dos Ceratopsidae e Protoceratopsidae. Ele ressaltou que seus bicos proeminentes em forma de papagaio e dentes cortantes, juntamente com músculos poderosos nas mandíbulas, sugerem uma dieta onívora, assim como porcos, javalis e entelodontes. Tal cenário indica uma possível competição com os terópodes mais predadores pelas carcaças, porém, como a ingestão de tecido animal era ocasional e não a maior parte de sua dieta, o fluxo de energia nos ecossistemas era relativamente simples. You Hailu e Peter Dodson, em 2004, sugeriram que os dentes pré-maxilares do Protoceratops podem ter sido úteis para corte e alimentação seletivos.
Em 2009, Kyo Tanque e sua equipe sugeriram que os ceratopsianos basais, como os protoceratopsídeos, eram provavelmente navegadores baixos devido ao seu tamanho corporal relativamente pequeno. Este método de baixa navegação teria permitido a alimentação de folhagens e frutas dentro do alcance, e grandes ceratopsianos basais podem ter consumido sementes mais duras ou material vegetal não disponível para ceratopsianos basais menores.
David J. Button e Lindsay E. Zanno realizaram em 2019 uma grande análise filogenética baseada em caracteres biomecânicos do crânio – fornecidos por 160 espécies de dinossauros mesozóicos – para analisar as múltiplas emergências de herbivoria entre dinossauros não-aviários. Seus resultados descobriram que os dinossauros herbívoros seguiam principalmente dois modos distintos de alimentação, processando os alimentos no intestino - caracterizado por crânios relativamente grágeis e baixas forças de mordida - ou na boca, que era caracterizada por características associadas ao processamento extensivo, como altas forças de mordida e musculatura mandíbula robusta. Descobriu-se que ceratopsianos (incluindo protoceratopsídeos), juntamente com dinossauros Euoplocephalus, Hungarosaurus, parkossaurídeos, ornitópodes e heterodontossauros, estavam na primeira categoria, indicando que os Protoceratops e parentes tinham fortes forças de mordida e dependiam principalmente de suas mandíbulas para processar alimentos.

### Reprodução

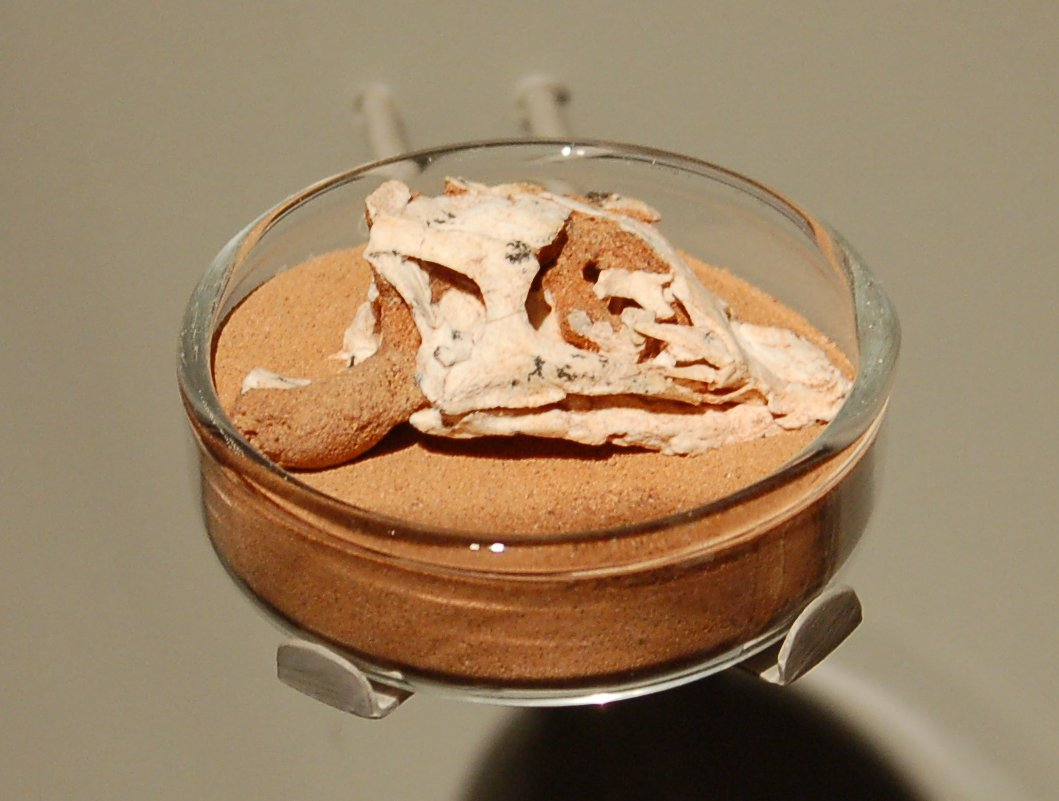
Crânio de um embrião de Protoceratops no Museu Americano de História Natural

Na década de 1920, Roy Chapman Andrews descobriu os primeiros ovos de dinossauro fossilizados conhecidos, no deserto de Gobi da Mongólia. Cada ovo tinha cerca de 8 polegadas de comprimento, e os dinossauros em desenvolvimento ficaram em seus ovos três a seis meses antes da eclosão.
Devido à proximidade e abundância de Protoceratops, estes ovos cientistas acreditavam pertencer a este gênero. Cientistas descobriram, uma jazida de fósseis com mais de 30 ovos agrupados, e também havia fósseis de varias fêmeas de Protoceratops, o que indica que as fêmeas da espécie compartilhavam os seus ninhos entre os membros de seu grupo.

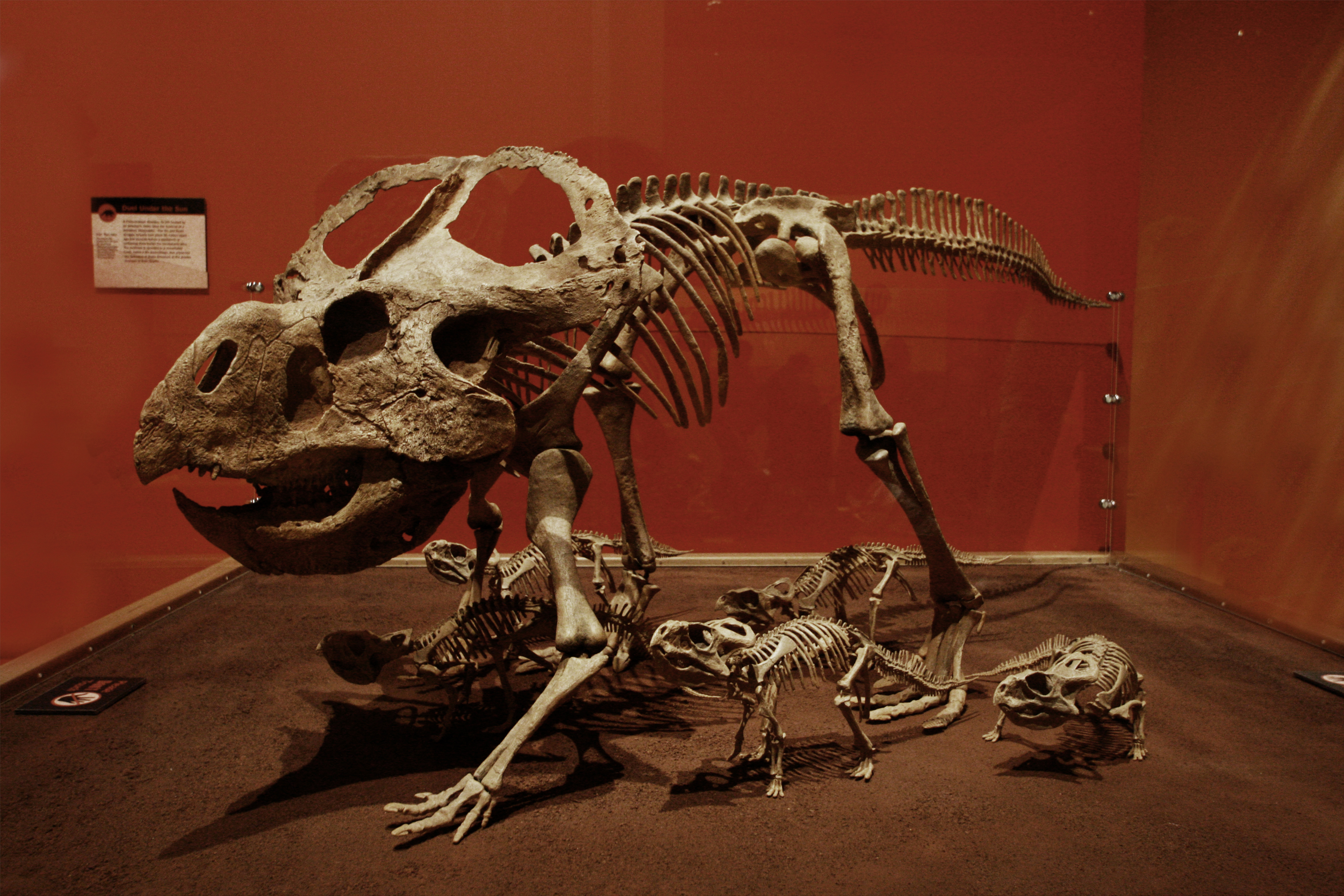
Montagem de esqueleto de Protoceratops com filhotes

Em 1989, Walter P. Coombs concluiu que crocodilianos, ratitas e pássaros megapodos eram análogos modernos adequados para o comportamento de nidificação de dinossauros. Ele considerou amplamente que os ovos de alongatoolitídeos pertenciam ao Protoceratops porque esqueletos adultos foram encontrados próximos aos ninhos, interpretando isso como uma evidência de cuidado parental. Além disso, Coombs considerou a grande concentração de ovos de Protoceratops em pequenas regiões como um indicador de nidificação filopátrica acentuada (nidificação na mesma área). O ninho do Protoceratops teria sido escavado com os membros posteriores e construído em uma estrutura central em forma de cratera, semelhante a um monte, com os ovos dispostos de forma semicircular. Richard A. Thulborn em 1992 analisou os diferentes tipos de ovos e ninhos - a maioria deles, na verdade, alongatoolitídeos - referentes ao Protoceratops e sua estrutura. Ele identificou os tipos A e B, ambos compartilhando a forma alongada. Os ovos do tipo A diferiam dos ovos do tipo B por terem a extremidade comprimida. Com base em comparações com outros dinossauros ornitísquios, como Maiasaura e Orodromeus - conhecidos por ninhos mais completos - Thulborn concluiu que a maioria das representações de ninhos de Protoceratops eram baseadas em garras incompletamente preservadas e principalmente em ovos do tipo A, que eram mais prováveis de terem sido postos por um ornitópode. Ele concluiu que os ninhos foram construídos em um monte raso com os ovos postos radialmente, ao contrário das restaurações populares de ninhos de Protoceratops semelhantes a crateras.